# Lista de programas infantis da TVI
Uma lista de programas infantis transmitidos pela TVI.

## Década de 1990
| Início | Término | Programa             | Apresentação                                                        |
| ------ | ------- | -------------------- | ------------------------------------------------------------------- |
| 1993   | 1994    | A Casa do Tio Carlos | Carlos Alberto Moniz                                                |
| 1994   | 1996    | Clube da Manhã       |                                                                     |
| 1994   | 1996    | Hora do Recreio      | Programa apresentado por várias crianças.                           |
| 1994   | 1998    | Vamos ao Circo       | António Branco (Batatinha) e Paulo Guilherme (Companhia)            |
| 1998   | 2002    | Batatoon             | António Branco (Batatinha) e Paulo Guilherme (Companhia)            |
| 1999   | 2001    | Mix Max              | Apresentado por dois bonecos manipulados que davam nome ao programa |

## Década de 2000
| Início | Término | Programa        | Apresentação               |
| ------ | ------- | --------------- | -------------------------- |
| 2000   | 2001    | Animax          |                            |
| 2002   | 2003    | Super Batatoon  | António Branco (Batatinha) |
| 2002   | 2003    | Sempre a Abrir  |                            |
| 2006   | 2007    | Batatoon (2006) | António Branco (Batatinha) |

## Década de 2010
| Início | Término | Título    |
| ------ | ------- | --------- |
| 2012   | 2014    | Kid Kanal |
| 2015   | -       | Animações |